# Římskokatolická farnost u kostela Stětí svatého Jana Křtitele Praha-Hostivař
Římskokatolická farnost u kostela Stětí svatého Jana Křtitele Praha-Hostivař je komunita římských katolíků sdružených kolem kostela Stětí svatého Jana Křtitele v městské části Praha 10-Hostivaři. Sídlí na adrese Domkářská 21/1.

## Správa
Administrátorem farnosti je P. Mgr. Karol Janusz Matlok MIC, pomocným duchovním je P. Mgr. Andrzej Siejak MIC. Dle sčítání obyvatelstva ČSÚ měla v roce 2001 farnost 34 225 věřících.

## Kostely farnosti

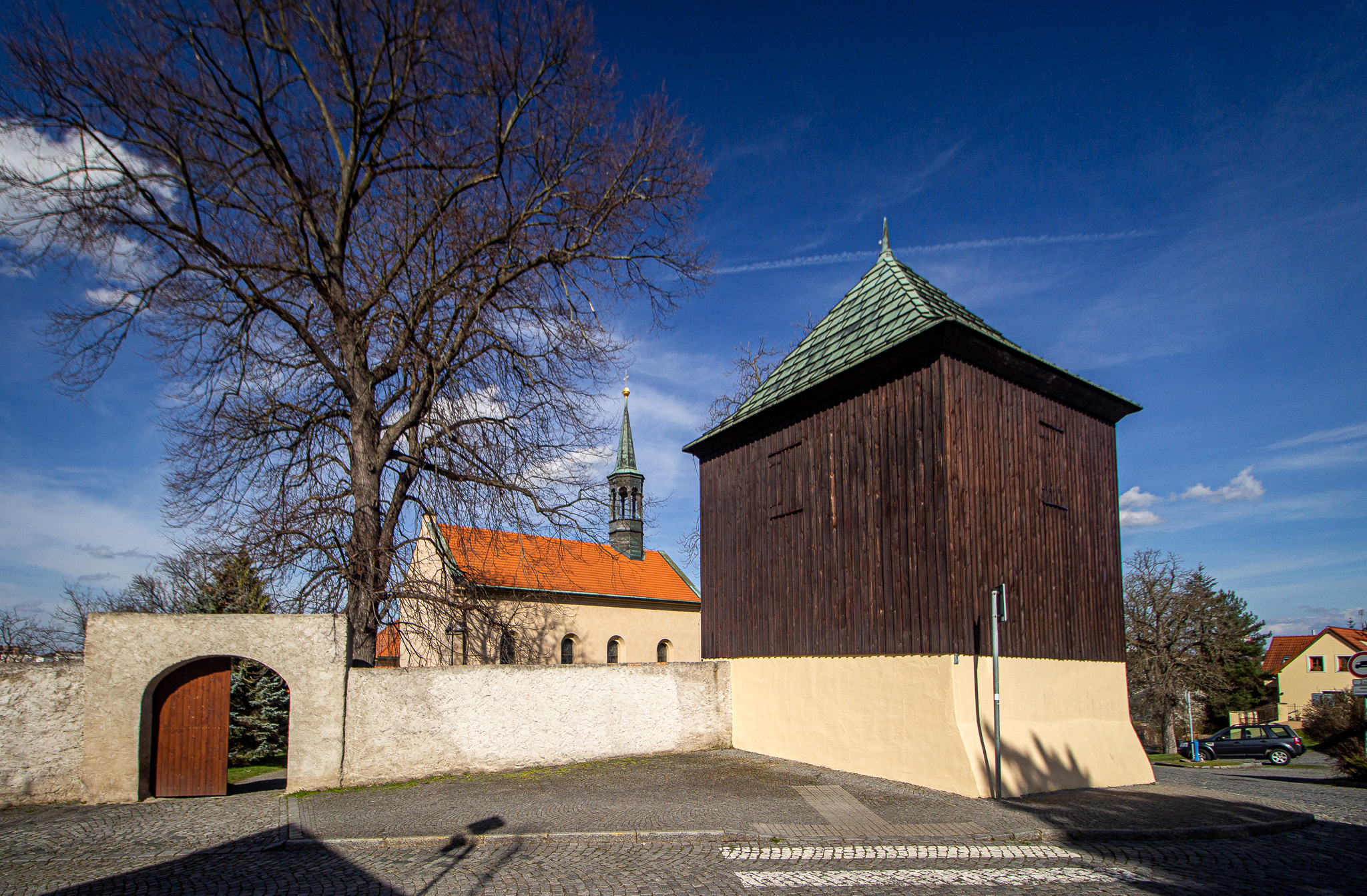
Hostivařský kostel Stětí sv. Jana Křtitele s dřevěnou zvonicí

| Fotografie | Kostel                         | Místo     | Souřadnice                      | Poznámka        |
| ---------- | ------------------------------ | --------- | ------------------------------- | --------------- |
|            | Kostel Stětí sv. Jana Křtitele | Hostivař  | 50°2′57″ s. š., 14°31′28″ v. d. | farní kostel    |
|            | Kostel Narození Panny Marie    | Záběhlice | 50°3′10″ s. š., 14°29′15″ v. d. | filiální kostel |